# Наваха

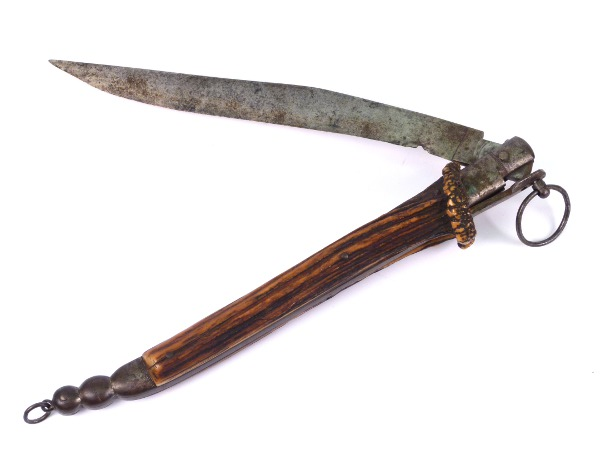
Складной нож наваха, 1790

Нава́ха (исп. navaja) — большой складной нож испанского происхождения, род холодного оружия и (или) инструмента. Возникла наваха из-за запрета для простолюдинов в Испании на ношение длинных ножей.
Наваха считается одним из самых старых примеров складывающихся ножей, которые до сих пор продолжают производить; её происхождение прослеживается из Андалузской области в южной Испании. Наваха имела фиксатор в виде пружины со стороны обуха, отжимавшейся с помощью кольца или рычага, который является прародителем бэклока. Бывали полускладные модели, то есть с клинком длиннее рукоятки. Форма клинка со скосом обуха. Рукоятка у навахи почти всегда имеет характерный изгиб на конце.

## Особенности ножа
Изначально форма клинка, своим видом напоминающая «клык», а рукоятка по форме схожая с «рогом» парнокопытного имела огромное практическое применение[какое?]}.

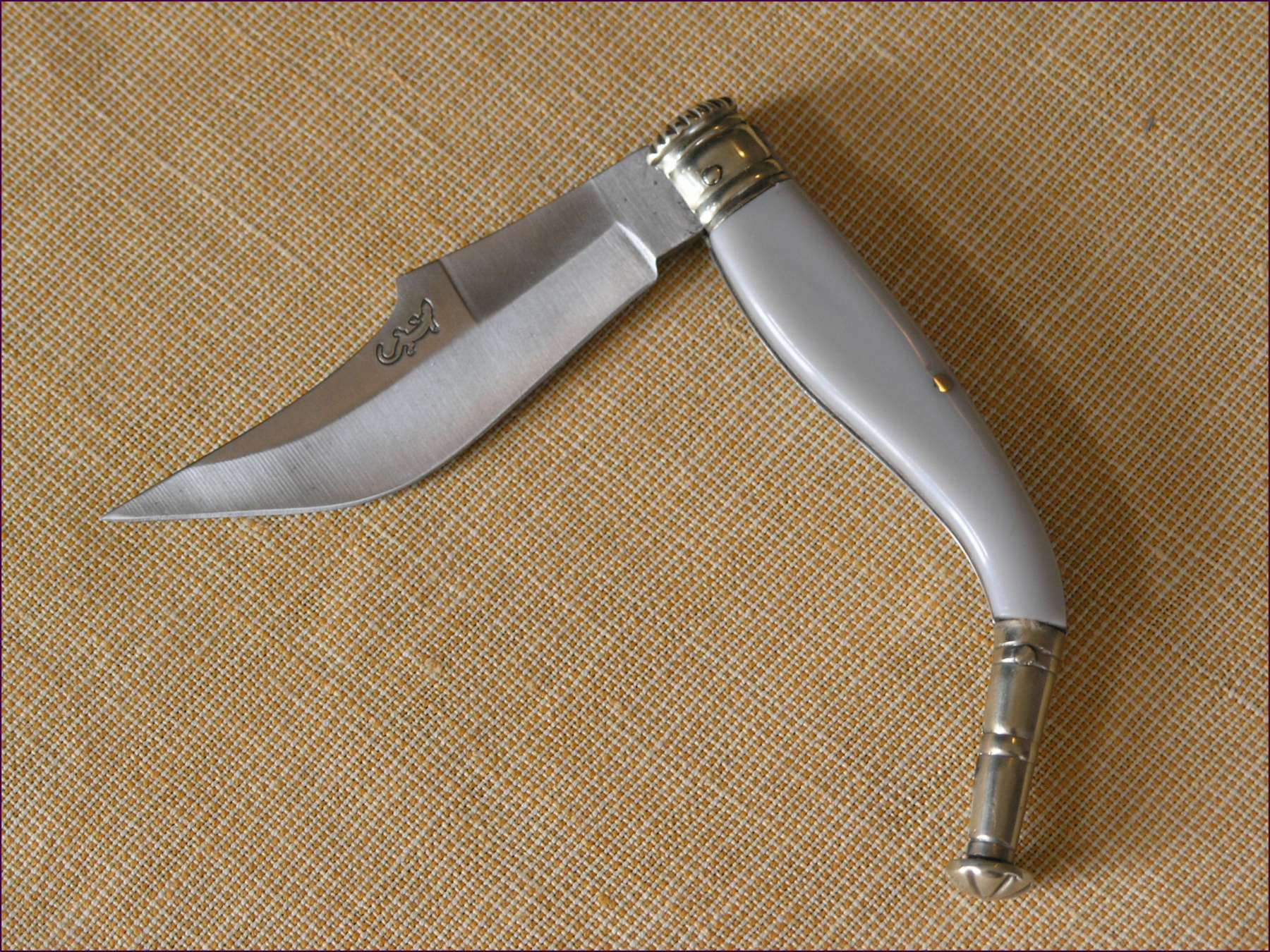
Складной нож, имеющий черты традиционной навахи
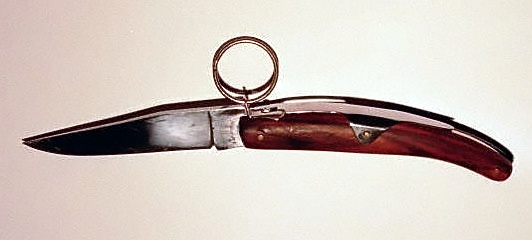
Нож с одним из характерных для навахи типом механизма
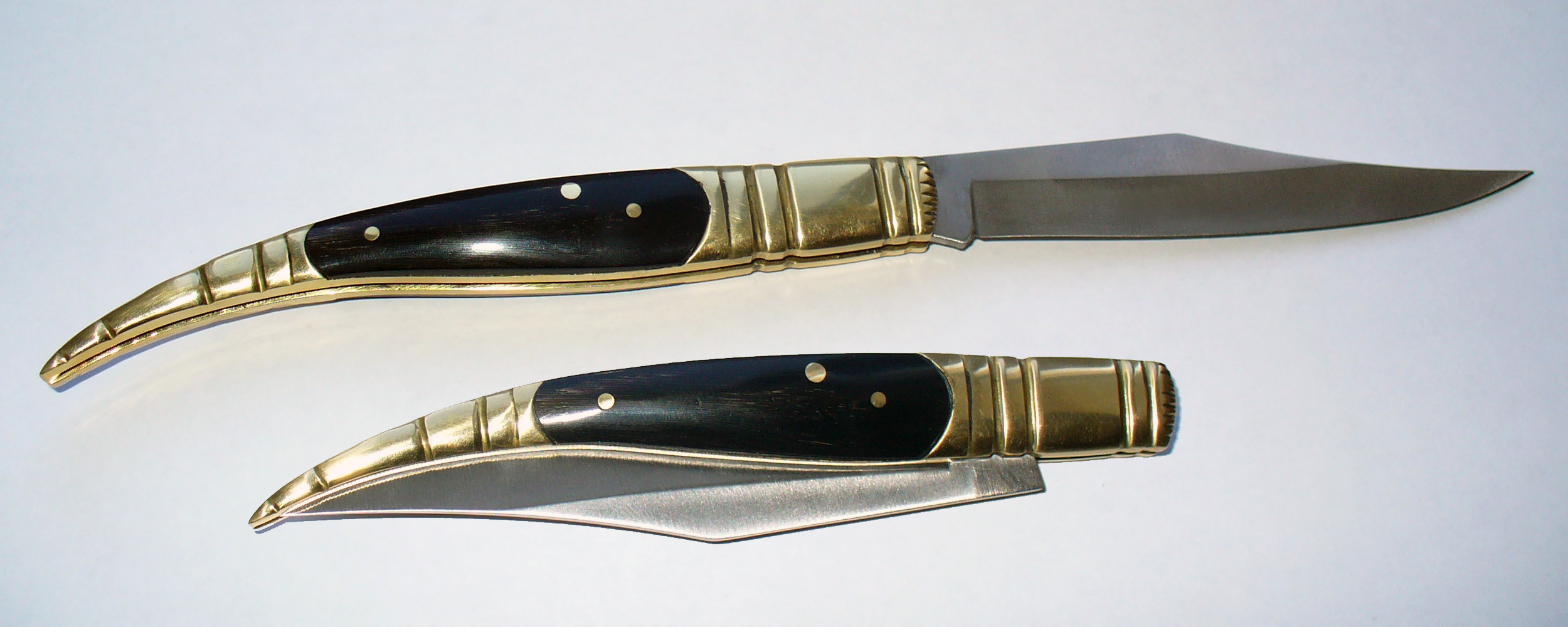
Современный складной нож, стилизованный под наваху

## Применение навахи как боевого оружия
Одним из источников, подтверждающим популярность фехтования навахой, известного как «испанский метод», являются труды андалузского автора Д. Альберто Гойя [кто?] (D. Alberto Goya) и, в частности, его книга «Учебник баратеро, или искусство тем, как манипулировать складным ножом, ножом и цыганскими ножницами»  (исп. Manual del Baratero, o arte de manejar la navaja, el cuchillo y las tijeras de los jitanos), изданный в 1849 году.

## В художественной литературе
- В романе «плаща и шпаги» Теофиля Готье «Капитан Фракасс» (1863) навахой мастерски владеет разбойник-баск Агостен, а также его спутница Чикита.
- В опере Жоржа Бизе «Кармен» (1875) описывается попытка дуэли на навахах Дона Хозе и Эскамильо.
- В приключенческом романе Луи Буссенара «Похитители бриллиантов» (1883) описывается дуэль на южноафриканском прииске, в ходе которой молочный брат одного из главных героев Альбера де Вильрожа — каталонец Жозеф — убивает навахой вооружённого револьвером старателя-американца.
- В романе Эмилио Сальгари «Чёрный корсар» пираты - флибустьеры в таверне вступают в схватку с разбойниками - басками, вооружёнными навахами. В фильме «Гордость и страсть» с Софией Лорен в главных ролях показан почти документальный бой с использованием навахи.
- В романе Алексея Толстого «Гиперболоид инженера Гарина» Гастон Утиный Нос попытался напасть на Гарина с навахой.